# Vriesea breviscapa
Vriesea breviscapa är en gräsväxtart som först beskrevs av Edmundo Pereira och I.A.Penna, och fick sitt nu gällande namn av Elton Martinez Carvalho Leme. Vriesea breviscapa ingår i släktet Vriesea och familjen Bromeliaceae. Inga underarter finns listade i Catalogue of Life.